# Central Station AG
Die Central Station AG mit Sitz in Basel ist ein auf Fourth Party Logistics spezialisiertes international tätiges Schweizer Logistikunternehmen. Sie erbringt als Generalunternehmung die Planung, Umsetzung und Steuerung sowie Überwachung von innerbetrieblicher und betriebsübergreifender Industrielogistik. Das im Jahr 2000 gegründete Unternehmen erwirtschaftete 2006 mit 324 Mitarbeitern einen Umsatz von 167 Millionen Schweizer Franken. Heute werden etwa 200 Mitarbeiter beschäftigt.